# Sceloporus gadoviae
Sceloporus gadoviae es una especie de saurópsido escamoso de la familia Phrynosomatidae propia de México.

## Características
Son Lagartijas pequeñas de unos 5 a 7 cm de longitud. Tienen una peculiar forma de defensa, ante la presencia de un depredador, ya que mueven su cola como si fuera un látigo para disuadir a sus depredadores. Presenta escamas aquilladas mucronadas muy pequeñas en el dorso, escamas lisas en la cabeza, escamas granulares en la parte superior de los muslos. Los machos presentan la cola comprimida lateralmente y es color azul metálico, este color también se presenta en el vientre. En las hembras la cola no está comprimida y es de color rojizo al igual que el vientre; y tienen bandas grises al nivel de la garganta.

## Hábitos
Son lagartijas insectívoras y de hábitos diurnos y de reproducción ovípara. Viven entre las rocas, troncos y grietas.

## Distribución
Se distribuye por México, en bosque tropicales.